# Aletinofidis
Els aletinofidis (Alethinophidia) són un infraordre de serps que inclou totes les serps excepte les serps cegues (Scolecophidia) i les serps minces (Leptotyphlopidae). Actualment existeixen 15 famílies reconegudes, amb 9 subfamílies i 316 gèneres.

## Taxonomia
- Família Acrochordidae - Bonaparte, 1831 – Serps verrucoses
- Família Aniliidae - Stejneger, 1907 – Falses serps de corall
- Família Anomochilidae - Cundall, Wallach and Rossman, 1993 – Serps tubulars nanes
- Família Atractaspididae - Günther, 1858 -- Àspids
- Família Boidae - Gray, 1825 -- Boes
  - Subfamília Boinae - Gray, 1825 – Boes veres
  - Subfamília Erycinae - Bonaparte, 1831 – Boes arenícoles
- Família Bolyeriidae - Hoffstetter, 1946 – Boes mauricianes
- Família Colubridae - Oppel, 1811 – Colobres o serps típiques
  - Subfamília Homalopsinae - Günther, 1864
  - Subfamília Natricinae - Bonaparte, 1838
  - Subfamília Xenodontinae - Cope, 1895
- Família Cylindrophiidae - Fitzinger, 1843 – Serps tubulars asiàtiques
- Família Elapidae - F. Boie, 1827 -- Cobres, serps de corall, mambes, serps marines
- Família Loxocemidae - Cope, 1861 – Pitons mexicans
- Família Pythonidae - Fitzinger, 1826 – Pitons vers
- Família Tropidophiidae - Brongersma, 1951 -- Dwarf boas
- Família Uropeltidae - Müller, 1832 -- Serps tubulars, serps de cua en escut
- Família Viperidae - Oppel, 1811 – Escurçons,
  - Subfamília Azemiopinae - Liem, Marx and Rabb, 1971 – Vibra de Fae
  - Subfamília Causinae - Cope, 1859 -- Vibres nocturnes
  - Subfamília Crotalinae - Oppel, 1811 – Cròtals, serps de cascavell
  - Subfamília Viperinae - Oppel, 1811 -- Escurçons vers
- Família Xenopeltidae - Bonaparte, 1845 – Serps terrícoles
- Família †Nigerophiidae